# Узун, Василий Якимович
Василий Якимович Узун (род. 5.02.1942 г. в гагаузском селе Казаклия Чадыр-Лунгского района Молдавской ССР) — советский и российский экономист, заслуженный деятель науки Российской Федерации, лауреат премии П. А. Столыпина (2010).

## Биография
Окончил Кишиневский сельскохозяйственный институт им. М. В. Фрунзе (1964, экономический факультет) и аспирантуру Института экономики АН Молдавской ССР (1970, защитил в ЦЭМИ АН СССР кандидатскую диссертацию по теме «Прогнозирование развития, размещения и специализации сельскохозяйственного производства с применением математических методов и ЭВМ»).
Послужной список:
- 1964—1965 служба в армии,
- 1965—1967 агроном колхоза «Ленинский путь» Чадыр-Лунгского района,
- 1970—1975 старший научный сотрудник, зав. лабораторией, зав. отделом Молдавского института экономики сельского хозяйства,
- 1975 -декабрь 1979 зав. отделом, зав. лабораторией НИИ планирования Госплана Молдавской ССР,
- январь 1980 — декабрь 1990 руководитель сектора, руководитель отдела, зав. отделом Всесоюзного института экономики сельского хозяйства ВАСХНИЛ,
- январь 1991—2012 главный научный сотрудник, руководитель отдела Всероссийского института аграрных проблем и информатики РАСХН имени А. А. Никонова,
- с 2012 — главный научный сотрудник Центра агропродовольственной политики ИПЭИ РАНХиГС.

Доктор экономических наук (1983, диссертация по теме: «Теория и методология разработки целевых программ в системе агропромышленного комплекса»). Профессор (1990).
Заслуженный деятель науки Российской Федерации (2002). Награждён серебряной медалью ВДНХ (1990), медалью «850 лет Москвы» (1997). Лауреат премии П. А. Столыпина (2010).
Публикации:
- Автоматизация планирования и управления сельскохозяйственным производством [Текст]. - Кишинев : Картя молдовеняскэ, 1978. - 120 с.; 20 см.
- Реализация экономической реформы в АПК / В. Я. Узун. - М. : Знание, 1989. - 59,[3] с.; 20 см. - (Новое в жизни, науке, технике. Экономика; 6/1989).; ISBN 5-07-000553-7
- Товарная биржа / В. Я. Узун. - М. : Знание, 1991. - 61,[2] с.; 20 см. - (Новое в жизни, науке, технике. Подписная научно-популярная серия "Экономика" 9/1991).; ISBN 5-07-002083-8
- Целевые программы развития АПК / В. Я. Узун. - М. : Экономика, 1984. - 159 с.; 20 см. - (Вопр. агропром. интеграции).
- Крупный и малый бизнес в сельском хозяйстве России: адаптация к рынку и эффективность / В. Я. Узун. - Москва : Энцикл. рос. деревень, 2004. - 136 с. : ил., табл.; 21 см.; ISBN 5-88367-027-X
- Резервы зернового хозяйства [Текст] / В. Я. Узун, Т. Г. Бадов. - Кишинев : Картя молдовеняскэ, 1976. - 51 с.; 18 см.
- Прогнозирование урожайности [Текст] / М-во сельск. хоз-ва МССР. Науч.-исслед. ин-т экономики и организации с.-х. производства. - Кишинев : Штиинца, 1975. - 66 с.; 21 см.
- Продовольственная безопасность в России: мониторинг, тенденции и угрозы [Текст] / Н. И. Шагайда, В. Я. Узун. - Москва : Дело, 2015. - 108 с. : табл.; 21 см. - (Научные доклады: экономика / Российская акад. нар. хоз-ва и гос. службы при Президенте Российской Федерации; 15/13).; ISBN 978-5-7749-1067-0